# Son Agulla
Son Agulla (pronunciat Son Güia) és una possessió de Santa Maria del Camí situada a la vall de Coanegra, entre Son Berenguer, Son Guitard, Son Oliver, es Celleràs i es Cabàs. Es troba entre el Puig de Son Agulla i el Puig de n'Elena.
Antigament fou el Molí de n'Elena i després Son Colombàs. Pren el nom dels Villalonga "Güia". El 1685 era propietat de Pere Antoni Villalonga "Güia". Aleshores la casa, el molí d'aigua, l'hort, olivar i muntanya estaven valorades en 900 lliures. Segons l'Apeo de 1818 era de Joan Amengual, ocupava una superfície de 25 quarterades i estava valorada en 2425 lliures i el 1863 era de Joan Amengual i comptava amb 54 quarterades. Tenia molí d'aigua i tafona. Té un poc d'olivar i garroverar, amb una zona d'hort regada per la síquia de Coanegra. L'actual propietari va comprar la casa l'any 1987 i la va reformar per complet.